# 布莱特规则
布莱特规则：除非环够大，否则桥环化合物中的桥头原子不可连有双键。如：布莱特规则预测如下两个降冰片烯的异构体是不稳定的。事实也是如此。

布莱特规则之所以存在，主要是因为在小环和中环（小于八元）中，桥头的双键有环张力，特别是角张力。规则可用于预测消除反应的产物。亦可应用于碳正离子以及自由基（不过不如前者常见）机理，因这些中间体倾向于采取键角120°、sp2杂化的平面构型。

## 历史
布莱特规则最早是由朱利叶斯·布莱特于1924年研究天然双环萜烯时提出。 Shea 著有关于布莱特规则的综述。